# Toni Mark
Pour les articles homonymes, voir Mark.
Toni Mark, né le 29 octobre 1934 à Vienne et mort le 10 mars 1959 à Tegernsee, est un skieur alpin autrichien originaire de Saalfelden. 

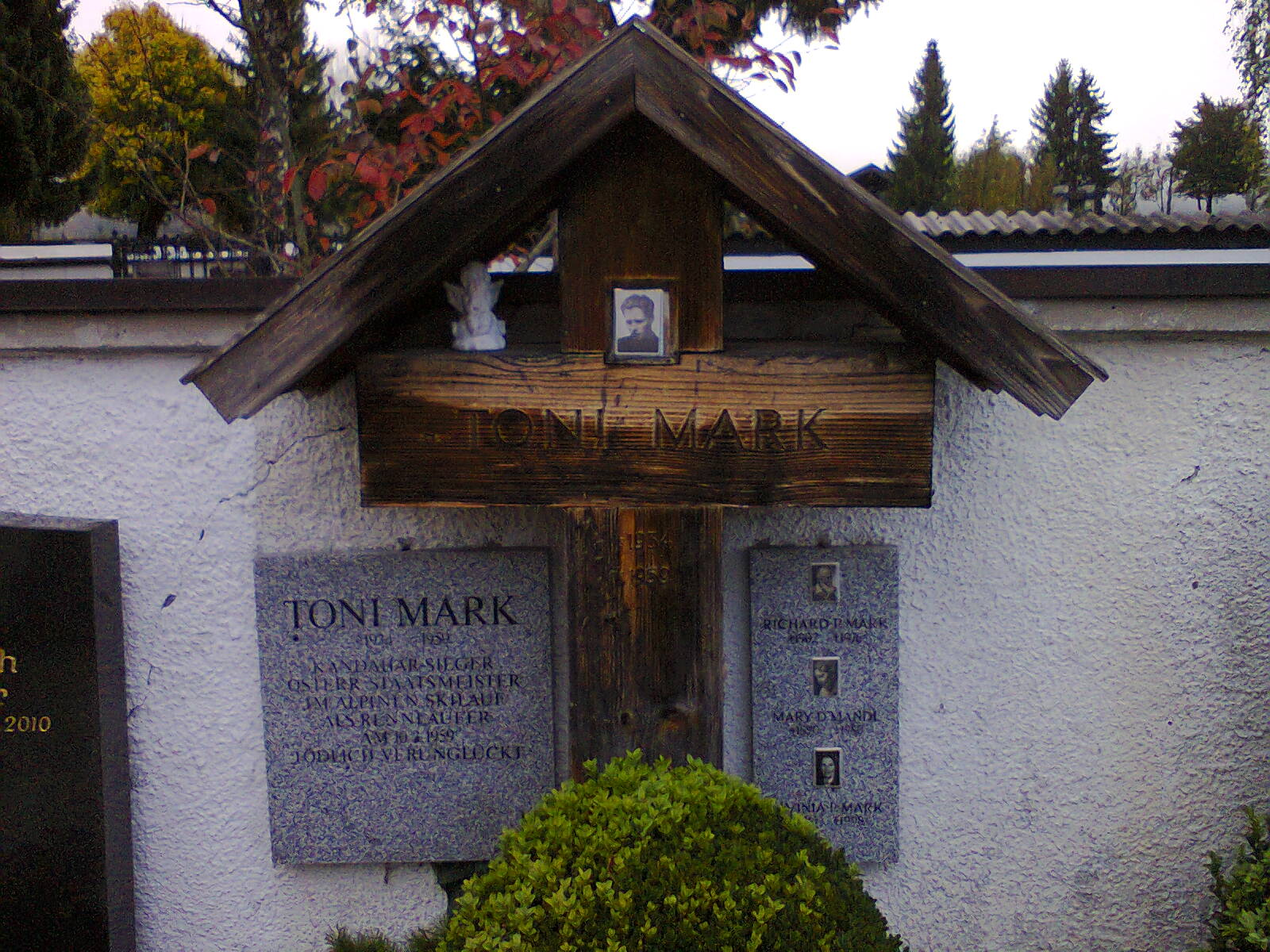
Tombe de Toni Mark à Saalfelden

Il est décédé trois jours après une chute au cours du slalom géant de Wallberg.

## Arlberg-Kandahar
- Vainqueur du slalom 1957 à Chamonix